# حسين خان (نجف أباد)
حسین خان (بالفارسية: حسین خان) هي قرية تقع في إيران في Najafabad Rural District. يقدر عدد سكانها بـ 63 نسمة بحسب إحصاء 2016.